# Los derechos de los animales
Los derechos de los animales es un libro publicado en 1892 por el reformista social británico Henry Stephens Salt. Está considerado como el primer libro en tratar explícitamente el concepto de derechos de los animales como tales.

## Contenido
En el libro Salt critica el especismo, aunque el término no sería acuñado hasta tiempo después.
Asimismo, ataca la práctica de la vivisección, el maltrato de caballos y animales salvajes, la caza y la pesca, el comercio de pieles y se posiciona en favor del vegetarianismo.

## Recepción
James H. Hyslop publicó un análisis del libro en el International Journal of Ethics, apoyando las intenciones del libro, "su espíritu muestra los más refinados sentimientos que un individuo con moralidad puede poseer", pero también argumentó que languidecía en cuanto a la justificación de un marco teórico para la igual consideración de los derechos de humanos y animales: "No se parte desde una posición filosófica o teológica concreta para fundamentar tales derechos, y, por tanto, tan solo tenemos una exposición lógica a las debilidades de la defensa de las prácticas existentes hacia la vida animal."
En 1895, The William and Mary Quarterly señaló acerca del trabajo de Salt: "El Sr. Salt va, sin duda, muchos años por delante de su época."

## Ediciones
La primera edición americana publicada en 1894 incluía un ensayo titulado "Sobre la vivisección en América" de Albert Leffingwell. 
Una reimpresión de la primera edición fue publicada en 1980, con un prefacio del filósofo australiano Peter Singer, conocido por su trabajo sobre el tratamiento ético hacia los animales. Dicha edición contenía un análisis de Stephen Clark que respaldaba la visión de Salt con algunos matices. Argumentó que el intento de Salt de culpar del tratamiento a los animales no humanos a la doctrina teológica del dominio del hombre sobre el mundo natural estaba equivocada.
En castellano se publicó en 1999, con un prólogo del filósofo español Jesús Mosterín.